# The Suicide Club (película de 2000)
The Suicide Club es una película del género drama de 2000, dirigida por Rachel Samuels, escrita por Lev L. Spiro y basada en el libro de cuentos The Suicide Club de Robert Louis Stevenson, musicalizada por Adrian Johnston, a cargo de la fotografía estuvo Chris Manley, los protagonistas son Jonathan Pryce, David Morrissey y Paul Bettany, entre otros. El filme se estrenó en enero de 2000.

## Sinopsis
Un individuo se suma a un club secreto para quienes quieren acabar con sus vidas, allí se da cuenta de que su voluntad es vivir, al conocer a la única mujer parte del club.